# Salinguerra II Torèlli

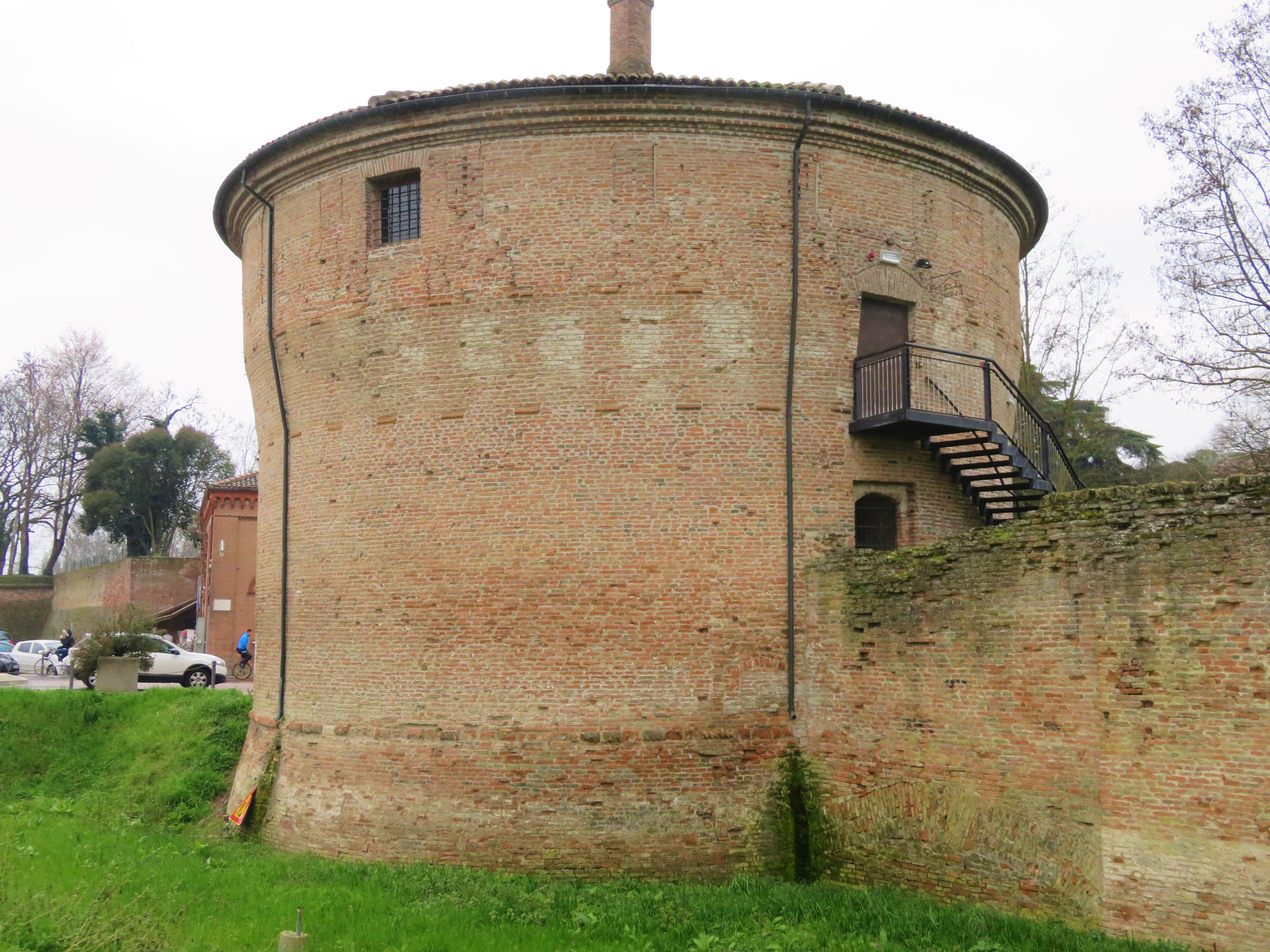
Middeleeuwse stadsmuren van Ferrara, Italië

Salinguerra II Torèlli (Heilige Roomse Rijk, circa 1160 – Venetië, circa 1244) was een edelman uit het markgraafschap Ferrara, deel van het Heilige Roomse Rijk, in het middeleeuwse Italië. Hij verloor de machtsstrijd in de stadstaat Ferrara ten voordele van het markgrafelijk huis Este.
Salinguerra II genoot de steun van keizer Frederik II van het Heilige Roomse Rijk. Hij was een Ghibellijn. Daarentegen was het huis Este pausgezind of Welf.

## Levensloop
In de stadstaat Ferrara was de heersende familie Adelardi aan het uitsterven; het was een familie van Welfen. De familie Torèlli daarentegen was afkomstig uit Bologna en waren keizersgezind. De vader van Salinguerra II Torèlli droeg dezelfde naam; vandaar het Romeins cijfer II bij zijn naam. Salinguerra II Torèlli was de schoonbroer van Ezzelino III da Romano, de tiran van de stadstaat Verona.
Aan Torèlli was een meisje uit de familie Adelardi beloofd ter huwelijk, waarmee de deur openstond naar de macht in Ferrara. Doch het meisje werd uitgehuwelijkt aan iemand van de familie Este. Het huis Este was gekend als grote aanhanger van de Welfen ofwel de pausgezinden. Torèlli bevocht daarom Azzo VI d’Este, markgraaf van Ferrara. Na de dood van Azzo VI (1212) en diens zoon Aldobrandino d'Este (1215) lukte het Torèlli dan toch de macht de grijpen. Hij genoot steun vanuit Verona, van Ezzelino III da Romano, die weliswaar zelf een Welf was. De rechtmatige opvolger-markgraaf Azzo VII d’Este kreeg maar geen greep op Ferrara, want Torèlli verjoeg diens Welfse troepen.
In 1230 werd de gehate Ezzelino III afgezet als podestà van Verona. Hij liep over naar de partij der Ghibellijnen. Ezzelino III trok onder meer naar het Ghibellijnse bolwerk Ferrara, waar zijn schoonbroer Torèlli de plak zwaaide. Ezzelino III dwong het volk Torèlli te verkiezen als podestà van Ferrara (1230). In 1231 verjoeg de Lombardische Liga, een bondgenootschap van Noord-Italiaanse steden, beiden Ezzelino III en Torèlli uit Ferrara. Het was de politiek van de Liga om de macht van de keizer in Noord-Italië af te schaffen. Keizer Frederik II kwam ter hulp. De keizer hielp Ezzelino III opnieuw in het zadel in Verona (1236); op zijn beurt hielp Ezzelino III Torèlli in het zadel in Ferrara (1236).
De situatie in Ferrara werd nadien onhoudbaar: de Welfen en het opkomende huis Este, grepen met pauselijke steun, de macht in Ferrara (1240). Ze namen Torèlli gevangen en voerden hem naar het buurland van het Heilige Roomse Rijk, de republiek Venetië. Heersers in Venetië waren in deze tijd doorgaans pausgezind of bondgenoten van de Welfen. De kinderen van Torèlli werden verbannen uit Ferrara. Enkele jaren later stierf Torèlli in een Venetiaanse gevangenis (circa 1244). Afstammelingen van hem zwermden uit over Italië.